# ニューヨーク映画批評家オンライン
ニューヨーク映画批評家オンライン（ニューヨークえいがひひょうかオンライン、New York Film Critics Online, 略称: NYFCO）は、ニューヨークに拠点を置くインターネットの映画評論家で構成された組織である。

## ニューヨーク映画批評家オンライン賞
毎年12月には、ニューヨーク映画批評家オンライン賞（NYFCO Awards）が取り行われている。

### 部門
- トップ10作品
- 主演男優賞
- 主演女優賞
- アニメ映画賞
- 撮影賞
- キャスト賞
- 新人監督賞
- 監督賞
- 作品賞
- ドキュメンタリー映画賞
- 作曲賞
- 外国語映画賞
- 脚本賞
- 助演男優賞
- 助演女優賞
- ブレイクスルー演技賞

### 授賞式
- 2001年 - 第1回
- 2002年 - 第2回
- 2003年 - 第3回
- 2004年 - 第4回
- 2005年 - 第5回
- 2006年 - 第6回
- 2007年 - 第7回
- 2008年 - 第8回
- 2009年 - 第9回
- 2010年 - 第10回
- 2011年 - 第11回
- 2012年 - 第12回
- 2013年 - 第13回
- 2014年 - 第14回
- 2015年 - 第15回
- 2016年 - 第16回
- 2017年 - 第17回
- 2018年 - 第18回
- 2019年 - 第19回
- 2020年 - 第20回
- 2021年 - 第21回
- 2022年 - 第22回
- 2023年 - 第23回